# حمار الحكيم
رواية حمار الحكيم من تأليف توفيق الحكيم عام 1940 م، وتمتاز ببساطة أسلوبها و تصويرها أحداث واقعية بطريقة لا تخلو من الطرافة و المتعة وذلك من خلال ذكره كيف اشترى حمارا صغيرا من أحد الفلاحين لمجرد أنه أعجب بشكله مع ذكره المواقف الطريفة التي حدثت معه عندما اشترى هذا الحمار الصغير و إقامته في الفندق و إدخال الحمار إلى غرفته من دون أن يشعر أحد بذلك وذلك بعد أن دفع بعض النقود لأحد الخدم و ركز توفيق الحكيم في روايته على ذكر أحوال الريف المصري و ما فيه من الفقر و قلة الاهتمام بأمور الصحة و النظافة عند أهل الريف فهم بحاجة إلى توعية و إرشاد و قارن توفيق الحكيم في روايته بين الريفي المصري و الريفي الفرنسي و ذلك حتى يبين لرفيقه الفرنسي أسباب تدني وضع الريف و قد تأمل توفيق الحكيم أن يتحسن الوضع مع مرور الوقت ذلك من خلال تحسين وضع المرأة الريفية و بين توفيق الحكيم في نهاية الفرق بين المخرج السنمائي و كاتب الرواية بطريقة مبسطة و سهلة و مقنعة بالإضافة للوصف الرمزي لموت حماره الصغير .
يمتاز أسلوب توفيق الحكيم في روايته ببساطة أسلوبه و استخدامه العبارات بالعامية المصرية خاصة عندما يقوم بالحوار من أجل أن يبين طرافة المواقف التي يقع فيها.
موضوع قصة حمار الحكيم
يسرد لنا توفيق الحكيم قصة حياته ببساطة أسلوبه و تصويره أحداثا واقعية بطريقة لا تخلو من  الطرافة و المتعة

## ملخص الرواية
يبدأ   روايته عندما كان يسير صباحا إلى حانوت الحلاق فشاهد رجلا قرويا وقد وقف المارة ينظرون إليه ويحدقون بالحمار الصغير الذي معه ويتعجبون من جمال منظره و رشاقته.
فقد كان يبدو وكأنه دمية,,كان لونه أبيض وكأنه قد خلق من رخام كما وصفه الحكيم و قد عرضه صاحبه للبيع فطلب فيه خمسين قرشا و لكن الحكيم عرض فيه ثلاثين قرشا, فقام أحد الرجال و هو بائع صحف وكان يعرف الحكيم وغالبا يبيعه الصحف.
فقام ذلك البائع بجذب الحبل الذي كان مربوطا به الجحش في يد ذلك الفلاح ,,وبذلك فقد تم بيع الجحش  فقام الحكيم بدفع ثمنه.
وتذكر الحكيم أن الثمن الذي حدده للحمار الصغير خرج من فمه دون تفكير أو تدبر,,فقد كان على سبيل المداعبة و لكن الحمار أصبح الآن ملكه بعد أن دفع ثمنه فوضع الحكيم الحمار عند صديقه بائع الصحف حتى يذهب إلى حانوت الحلاق و بعد خروجه من حانوت الحلاق أخذ الحمار.
```
   فكر الحكيم أن يذهب إلى الريف القريب في مهمة عمل وقرر أن يأخذه الحمار معه إلى غرفته في الفندق ريثما يحين وقت السفر,, فطلب من أحد الخدم أن يحمل الحمار بين ذراعيه و يصعد به سلم الخدم و يضعه خفية في حمام الغرفة التي يقيم فيها و قام الحكيم بدفع قطعة فضية للخادم لكي ينفذ ما طلب منه ثم توجه إلى غرفته و تأكد من وجود الحمار في حمام حجرته و طلب فنجان 
قهوة
 له و 
لبنا
 ليقدمه للحمار و لكن الحمار لم يشرب اللبن الذي وضع له و قد تحير الحكيم منه فقام باستدعاء السمسار الذي اشترى منه الحمار ليسأله عن السبب فقال له السمسار أن هذا الحمار عمره يومان و لا يشرب الحليب إلا بالرضاعة.
```

فذهب الحكيم ليشتري زجاجة حليب من الأجزجي كما يسميه توفيق الحكيم فطلب منه رضاعة تناسب الجحش الصغير فأعطاه زجاجة كبيرة في طرفها ثدي من مطاط و عندما عاد الحكيم و صعد إلى غرفته وجد بابها مفتوحا و تذكر أنه تركه مفتوحا سهوا عند ذهابه و عندما اتجه إلى الحمام لم يجد الحمار لكنه سمع ضحكات رقيقة تنبعث من إحدى الحجرات فمشى نحو الصوت فوجد الحمار واقفا أمام مرآة طويلة لخزانة ملابس يتأمل نفسه إلى جانب فتاة شقراء تضحك و أخبرته كيف أن الحمار كان يتجول في الطابق و يدخل كل حجرة يجد بابها مفتوحا و قد وصف توفيق الحكيم الحمار بقوله يا له من أحمق ! شأنه شأن أكثر الفلاسفة يبحثون عن أنفسهم في كل مرآة و لا يعيرون الجميلات التفاتا و عندما قدم الحكيم الرضاعة للحمار رفض أن يشرب فأخذت السيدة الرضاعة و قدمت اللبن للحمار.
ثم بعد ذلك ذهب الحكيم إلى الريف و كان السبب هو اتصال من مندوب شركة للسينما طلب مقابلته, فقابله في بهو الفندق و أخبره المندوب عن شريط سينمائي تصور أكثر وقائعه الريف المصري و تدور حوادثه في قرية مصرية و يقوم بالكثير من الأدوار فيه الفلاحون أنفسهم دون الالتجاء إلى محترف من الممثلين المصريين حتى تكون الصور صادقة و كل ذلك يكون في إطار قصة سينمائية وطلب منه المندوب أن يقوم بحوار لسيناريو عدد صفحاته لا يزيد عن العشر و عندما عاد المندوب في اليوم التالي جاء معه التولي لأعمال المالية و الإدارية الخاصة بهذا الفيلم لحساب الشركة الفرنسية التي ستقوم بإنتاج الفيلم ثم وقع الحكيم على العقد بينه و بين هذه الشركة.
و بعد أن وقع الحكيم العقد مع الشركة قام بتخصيص وقت كل يوم لمناقشة شؤون القرية المصرية مع أعضاء الشركة السينمائية و لكن شدة الحر و جهله بتفاصيل القصة بسبب كسله عن مطالعة السيناريو حتى النهاية جعلت الحوار و الزيارات تستمر لمدة أسبوع بدون نتيجة فطلب منه أن يذهب إلى المكان الذي ينبغي أن تدور فيه القصة و قد أخبره أنهم اختاروا قرية صغيرة على بعد نصف ساعة بالسيارة من القاهرة و أنهم استأجروا منزلا جميلا مكونا من طابقين يملكه أحد الأعيان و أنه لا بد أن يقيم هو بنفسه أكثر أيام الأسبوع في ذلك المكان حتى يغمر نفسه في جو الريف و ينتقي مواقع القصة و ينتخب الأشخاص الصالحين من بين الفلاحات و الفلاحين و يجري أبحاثه الخاصة بزوايا التصوير و طلب المخرج من الحكيم أن يمضي معه أكثر الوقت مع وجود سيارة تأتي و تذهب به إلى القاهرة كل يوم و قد انزعج الحكيم من ذهابه إلى الريف بسبب الصور لحياة الريف المؤلمة أشد الألم فقد كره مظاهر الريف القبيحة و حياة الفلاحين القذرة مع محبته لروح الريف البريئة و نفس الفلاح السمحة الكريمة .
و في اليوم الذي قرر فيه الحكيم الذهاب إلى الريف قرر أن يأخذ معه الحمار الصغير فذهب إلى المرأة التي ترك الحمار عندها و أخذه منها و سماه الحكيم بالفيلسوف و قد قام الحكيم بوضعه بالسيارة و عندما وصل الحكيم إلى الريف بدء بوصف ما في الريف من أكوام السماد و القذارة و الكلاب النابحة و أسراب الصبية من صغار الفلاحين في أطمارهم و ذبابهم الذي يأكل أهداب عيونهم و قد وصف الدهاليز الملتوية بين المساكن كأنها أوكار الوحوش كما ذكر حال الصبيان في ريف مصر على لسان أحد الأطباء الباحثين بقوله : ما من صبي في ريف مصر لم تنهش جسمه الأنكلستومتا و البلهارسيا كما ذكر حال الفقر الذي يعانيه الريف المصري و قد تعجب من وصف المخرج لما في الريف بأنه شيء جميل و أنها أجمل فنيا من مخلوقات ترتدي ثياب السهرة في حفلة راقصة بقصر بطرسبرج الإمبراطوري.
و قد وصف المنزل الذي سيقيم فيه بأنه منزل ضخم من طابقين و هو مبني بالطوب الأحمر و مطلي بطلاء بلون الفستق و نوافذه واسعة مشبكه بالحديد و جدرانه سميكة و سقوفه عالية و حيطان حجراته منقوشة بالزيت نقشا ينم عن السعة و الترف و لكنه مع كل هذا غاية في سقم الذوق و سوء التفصيل و الرسم و التخطيط وقال عنه أيضا إنه منزل يشعر زائره بأن صاحبه غني الجيب فقير الروح و لقد انقبض صدري منه و ضاقت نفسي.
و قد ذكر الحكيم الحوار الذي جرى بينه و بين المخرج حول الحمار الذي سماه فيلسوف و كان الحكيم قد تركه عند عمدة القرية و قد اقترح المخرج أن يستغل الحمار الفيلسوف للدعاية و الإعلان و بدء كل من المخرج و المصور و زوجته بالحديث عن ذكاء بعض الحيوانات و وفائها .
و قد وصف الحكيم الجو الحار في الريف و صوت البعوض الذي يدوي الآذن و ذكر أنه رأى أحد الفلاحين يضع دواء في إناء يتصاعد منه بخار طول الليل يطرد البعوض و قد تعجب الحكيم من نظافة هذا الفلاح فسأله عن ذلك فقال له أن الست الخوجاية (يعني زوجة المصور) هي التي أعلمته و أفهمته أن يكون نظيفا و هي تتعهد له بالعلاج ما يمكنه علاجه من صحته و تلاحظ غذائه و نومه و عمله و تضبط أوقات ذلك كله بالساعة وهي تقوم بذلك لكل من يتواصل معها من أهل الريف و قد ذكر لحكيم الفلاح أن الغرفة التي يقيم فيها حدثت فيها جريمة قتل لصاحب المنزل في الماضي لأنه كان مرابيا نزل هذه القرية أصبح يقرض الأهالي على مصوغات نسائهم حتى لم يبق شيء يرهن عليه فأخذ ينزع من أملاك الناس و يضيف إلى ملكه فغضب منه الناس و أدى ذلك لقتله عندما كان يجرد ما لديه من مصوغات و قد روى الناس أنها مسكونة و أنه يسمع فيها إذا انتصف الليل رنين المصوغات على النحو الذي كان يحدث في حياة المرابي و هذا ما أدى إلى خوف الحكيم و قام باستدعاء المخرج و أخبره أنه لا يريد أن يبقى في هذه الغرفة بسبب الحر فأقترح المخرج عليه أن يصعدا إلى السطح إلى أن يتقدم الليل قليلا و يعتدل الجو في الحجرات.
و قد ذكر الحكيم تجواله بالقرية مع المخرج و قد امتطى كل واحد منهما حمارا و قد ذكر الحقول و النبات و المياه الجارية في القنوات بالإضافة إلى جو الريف و قد ذكر له المخرج إعجاب زوجة المصور بالريف فقد مكثت أسبوعا و هي مسرورة و معجبة بالريف و تتمنى لو تقضي حياتها فيه و قد ذكر الحكيم للمخرج بأنه لا توجد في مصر بعد مثل زوجة المصور و ذكر ذلك بسبب أن الريف الفرنسي قام بتجميله الأشراف حيث اعتبر الأشراف أهالي المقاطعة رجاله و زوجة الشريف عملت على إدخال المثل الأعلى للنظافة و الذوق إلى جميع البيوت بسبب اتصالها بزوجات كبار القرويين و قد كانت هي المرجع لشؤون الصحة و البيت فإذا حدث مرض جاءتها النساء يسألنها عن دواء كما أنها الحاكمة المطلقة لشؤون الحياة الاجتماعية في دائرتها كما أن زوجها الشريف هو المدبر لشؤون الأمن و القضاء و الحاكم المطلق لشؤون الحرب بالإضافة إلى المعونة التي يقدمها الأشراف إلى الفقراء و المحتاجين أما في مصر فقد ذكر الحكيم أن الإقطاع كان في يد أجنبية من المغول أو الأتراك العثمانيين حيث أنهم كانوا يعتبرون الفلاح عبدهم كما أن السيد التركي العثماني كان يعتبر الفلاح المصري من طينة قذرة قد قارن الحكيم بين القروي المصري و القروي الفرنسي و قد توصل الحكيم إلى نتيجة بقوله: العلة هي المرأة يوم تتخلص المرأة المصرية من روح الجواري لبيض و تتقمص روح السيدات تعال أنظر عندئذ إلى الريف المصري و الفلاح المصري.
و عندما حل صباح اليوم التالي تذكر الحكيم الحمار الصغير فطلب أن يتم إحضاره من دار العمدة فجاؤا به يقولون أنهم عرضوا عليه كل أتانة والدة و حبلى في القرية فلم يقبل أن يدنو من ثديها و أصر على هذا الصوم الصوفي كما يقول الحكيم و أكدوا أنه سيموت لا محالة فقرر المخرج أن يلتقط له صورة وهو بجوار الحكيم و بعد أن تم التقاط الصورة تم تسليم الحمار إلى أحد الفلاحين و ذهب الحكيم مع مرافقيه الذين قاموا بتصوير كل ما في أهل القرية و حيواناتها.
ثم عاد الحكيم إلى الفندق و دعاه المخرج إلى خيمة شيخ العرب المتعهد المعروف لشركات أوروبا و أمريكا و هو من يقوم بتوريد الوجوه و الخيول و الإبل و أفراد الكومبارس لجميع الأفلام التي تصور في مصر و الشرق و البدو و الصحراء و قد دعاه المخرج لخيمة الشيخ ليشاهد عرض فرسان البدو و ليتم اختيار الفتيان و الفتيات ليشاركوا في الفيلم و قد ذهب إلى الخيمة عند حلول الصباح و لكنه سرعان ما يفضل الانعزال و الوحدة و يقول عن نفسه أنا أرض قحلاء جرداء كلها صخور و أحجار لا يمكن أن يأنس إليها آدميون .
أنهى توفيق الحكيم روايته بالحوار الذي كان بين الحكيم و المخرج فقد تبين للمخرج أن الحكيم لا يتكلم في الناس و لكن يصنع الحوار الذي ينبغي أن يتكلم به أشخاص قصته و قد تبين للحكيم أن الكاتب الحق لا يمكن أن يلذ له العمل للسينما ذلك لأن السينما تخضع كل شيء لإرادة المخرج فالمخرج هو جامع عناصر الفيلم من كاتب السيناريو و الممثلون و المصورون و غيرهم فالكاتب الحقيقي هو الذي يخضع كل شيء لمشيئته فالكتاب العظام قديرون على الإضحاك و الإبكاء و الارتفاع بالمشاعر و الأفكار إلى قمم الخيال و الشعر و التصوف و الهبوط بها إلى أرض الواقع و الطبيعة الدنيا و قرر الحكيم أن يفسخ العقد و قرر الحكيم أن يقوم بإرسال ما يكتبه أولا بأول و يرسله إلى فرنسا ثم يسافر الحكيم و يقوم بجولة في سويسرا و لكنه ينسى مصر و شؤون مصر و لم يذكر سيناريو و لا سينما و نسي أيضا حماره الفيلسوف و ترك سويسرا إلى فرنسا و بعدها عاد إلى مصر فوجد خطابين مسجلين من محامي الشركة يشيران إلى العقد و أمر تنفيذه فأخرج الحكيم كراسة السيناريو و بدء بقراءة القصة و لكن المطالعة لم تزده سوى قناعة بأن العمل مستحيل بسبب بعد شخصيات القصة عن مشاعره فهو لم يرهم و لا يعرفهم فهم غرباء عنه بعد ذلك التقى الحكيم بالمخرج ليخبره أن الحمار الفيلسوف قد مات يوم إبحاره و تذكر الحكيم الحمار عندما تم وضع رأسه على كتفه فقد كان يفكر و أنهى توفيق الحكيم الرواية بقوله أحمد الله أنه مات قبل أن يكبر فيركب أني أخجل من ذلك و لا ريب لأني كنت أسمع في كل خطوة من خطواته النزلة همسات تتصاعد من أعماق نفسه التي في عمق المحيط أيها الزمان أيها الزمان متى تنصف أيها الزمان فأركب فأنا جاهل بسيط أما صاحبي فجاهل مركب.

## وصلات خارجية
- آراء القراء حول رواية حمار الحكيم على موقع أبجد